# David Horovitch
David Horovitch, född 11 augusti 1945 i London, är en engelsk skådespelare, mest känd för sin roll som kommissarie Slack i Miss Marple.

## Biografi
Horovitch föddes i London som son till paret Alice Mary och Morris Horovitch, som arbetade som lärare respektive barnskötare. Horovitch utbildades vid internatskolan St Cristopher School i Letchworth Garden City i Hertfordshire och studerade därefter vid scenskolan Central School of Speech and Drama i London.
Horovitchs far kom från en judisk familj men var själv ateist och hans mor hade inte judisk bakgrund; Horovitch kom själv först i 40-årsåldern att studera judendomen i samband med att han spelade flera judiska roller.
Horovitch har under många år varit aktiv som TV-skådespelare i Storbritannien, med roller i Thriller, The New Avengers, Prince Regent, Piece of Cake, Bulman, Hold the Back Page, Boon, Love Hurts, Westbeach, Just William, Drop the Dead Donkey, Peak Practice, Foyle's War, The Second Coming, Deceit, Casualty och Bognor.
År 1984 spelade han första gången rollen som kommissarie Slack i den första filmatiseringen för BBC av Agatha Christies romaner om Miss Marple, The Body in the Library. Han repriserade rollen i fyra ytterligare avsnitt av Miss Marple, The Murder at the Vicarage, 4.50 from Paddington, They Do It With Mirrors och The Mirror Crack'd from Side to Side. År 1990 spelade han i Poirot: The Kidnapped Prime Minister.
På bio har han spelat Sergeant Maskell i Ett opassande jobb för en kvinna (1982), en fransk forskare i The Dirty Dozen: The Deadly Mission (1987), en jiddischtalande karaktär i Solomon and Gaenor (1999) och doktor Pavlov i Disneys 102 dalmatiner (2000).
Han spelade även doktor Price i Mike Leighs film Mr. Turner (2014). 
Han har även medverkat i flera ljudboksproduktioner.